# Natura 2000-område nr. 65 Nissum Fjord
Natura 2000-område nr. 65 Nissum Fjord  er et habitatområde (H58) fuglebeskyttelsesområde (F38) og ramsarområde, der har et areal på i alt 10.967 ha, hvoraf de 6.430 ha udgør fjorden. Habitatområdet og fuglebeskyttelsesområdet er sammenfaldende.
Nissum Fjord er en lavvandet brakvandslagune, der ligger bag den smalle klittange, Bøvling Klit, og har et samlet areal på ca. 64 km² og en middeldybde på 1 m og en max. dybde i hvert af de 3 bassiner på mellem 2 og 2 1/2 m. Fjorden er opdelt i tre bassiner, Ydre Fjorde (Yder Fjord og Bøvling Fjord), Mellem Fjord og Felsted Kog. Fjorden har forbindelse til Nordsøen via en afvandingssluse ved Torsminde. I den sydvestlige del af Nissum Fjord ud for halvøen Nørre Fjand ligger en lille ubeoet ø, Fjandø, på 40 ha. Ramme Å, Fåre Mølleå, Flynder Å, Damhus Å og Storå løber ud i Nissum Fjord. Der er 4 søer, der er større end 5 ha i området:
- Indfjorden brakvandssø på ca. 229 ha, beliggende syd for Bøvlingbjerg i Lemvig Kommune.
- Byn er en lavvandet sø på knap 10 hektar, omgivet af smalle engarealer. Den er beliggende lidt øst for Nees. Byn er en svagt næringsrig sø og en vigtig lokalitet i Danmark for en række sjældne danske undervandsplanter. Den er hjemsted for 6 rød- og 10 gullistede undervandsplantearter og er den ene af kun 2 kendte lokaliteter i Danmark, hvor sylblad vokser, og den er en vigtig lokalitet for de danske forekomster af vandpeber-bækarve.
- Søndersund er en lavvandet sø på godt 5 hektar, der er omgivet af smalle engarealer. Søen er beliggende lidt nordøst for Nees.
- Tang Sø er en ca. 23 hektar stor, lavvandet sø, der gennemløbes af Flynder Å øst for Indfjorden.[1][2]

## Udpegningsgrundlag for fuglebeskyttelsesområdet
Nissum Fjord ligger på fugletrækruten langs Vestkysten, og en
række fuglearter benytter fjorden som rasteplads. Det er især
svømmeænder, bl.a. pibeand, gråand og krikand, der forår og efterår
kan ses i stort tal, bl.a. i Bøvling Fjord.
Fuglebeskyttelsesområdet er udpeget af hensyn til:
Ynglefugle:
- Rørdrum
- Rørhøg
- Plettet rørvagtel
- Klyde
- Hvidbrystet præstekrave
- Almindelig ryle
- Brushane
- Splitterne
- Fjordterne
- Havterne
- Dværgterne

Trækfugle:
- Knopsvane
- Pibesvane
- Sangsvane
- Kortnæbbet gås
- Bramgås
- Lysbuget knortegås
- Pibeand
- Krikand
- Spidsand
- Toppet skallesluger
- Stor skallesluger
- Klyde
- Lille kobbersneppe

## Vildreservat
Hele Nissum Fjord samt landarealer ved Bøvling Fjord, Torsmindetangen,
Fjandø og Felsted Kog er udlagt som vildtreservat for at beskytte
rastende og ynglende vandfugle.
Nissum Fjord er er en del af en lakseforvaltningsplan, der for at sikre laksens
overlevelse i Storå-systemet sikrer at der hvert år udsættes omkring
53.000 stk. (2009 tal). Der er indført et totalt fangstforbud i
Nissum Fjord, mens der i Storå Å-systemet er indført fangstkvoter på
lystfiskeri.

## Fredninger
I området er der tre fredede områder:
- Fredningen ved Bøvling Klit og Holmen omfatter arealer nord og syd for Torsminde på i alt ca. 655 ha. fra 1984. Fredningen tilsigter at beskytte områdets fugleliv.
- Et område 230 ha nord for Indfjorden og langs Bøvling fjords østlige kant, Krogsted enge blev fredet i 1975. Fredningen blev gennemført for, at forhindre en omfattende inddigning af engarealerne, især pga. botaniske, ornitologiske og landskabsmæssige

værdier. 
- Fredningen ved halvøen Nørre Fjand i sydenden af fjorden fra 1984, omfatter tre arealer på i alt 15,8 ha. Den nordvestligste del af arealerne består af lyngklædte arealer, resten er mark og plantage. Områderne er fredet på grund af arkæologiske interesser og for at begrænse sommerhusbebyggelsen [4].

## Videre forløb
Natura 2000-planen blev vedtaget i 2011, hvorefter kommunalbestyrelserne
og Naturstyrelsen udarbejdede bindende handleplaner for
gennemførelsen af planen. Planen videreføres og videreudvikles i senere planperioder. Natura 2000-området ligger i Lemvig- og Holstebro Kommuner, og naturplanen koordineres med vandplanen for 1.4 Hovedvandopland Nissum Fjord 

## Eksterne kilder og henvisninger
1. ↑  Miljøstyrelsen Midtjylland (juni 2023). "Naturplan 2022-2027  Natura 2000-område nr. 65 Nissum Fjord" (PDF). mst.dk. Miljøstyrelsen. Arkiveret (PDF) fra originalen 8. juni 2024. Hentet 8. juni 2024.
2. ↑  
Miljøstyrelsen Nordjylland (2023). "Revideret basisanalyse 2022-2027  Natura 2000-område nr.65 Nissum Fjord" (PDF). mst.dk. Miljøstyrelsen. Arkiveret (PDF) fra originalen 8. juni 2024. Hentet 8. juni 2024.
3. ↑  Om fredningerne på fredninger.dk
4. ↑  Om fredningen af Nr. Fjand på fredninger.dk
5. ↑  "Natura 2000-planlægning 2022-2027". mst.dk. Miljøstyrelsen. 2023. Arkiveret fra originalen 29. marts 2024. Hentet 11. maj 2024.
6. ↑  "Forslag til vandplan Hovedvandopland 1.4 Nissum Fjord" (PDF). Arkiveret fra originalen (PDF) 1. august 2023. Hentet 8. juni 2024. mst.dk 2014

- Kort over området på miljoegis.mim.dk